# Xysticus tarcos
Xysticus tarcos är en spindelart som beskrevs av Ludwig Carl Christian Koch 1875. Xysticus tarcos ingår i släktet Xysticus och familjen krabbspindlar.
Artens utbredningsområde är Etiopien. Inga underarter finns listade i Catalogue of Life.